# Trubaczowo (Kraj Zabajkalski)
Trubaczowo (ros. Трубачёво) – wieś w Rosji, w Kraju Zabajkalskim, w rejonie gazimuro-zawodskim. W 2010 liczyła 510 mieszkańców.